# Brachylinga morata
Brachylinga morata är en tvåvingeart som först beskrevs av Daniel William Coquillett 1893.  Brachylinga morata ingår i släktet Brachylinga och familjen stilettflugor. Inga underarter finns listade.